# L’Opinion (Frankreich)
L'Opinion ([ˈlɔpiˌnjɔ̃] , zu Deutsch: die Meinung) ist eine französische Tageszeitung, die seit 2013 von Montag bis Freitag gedruckt sowie online auf einer eigenen Website und einer App für die mobilen Plattformen erscheint. Außerdem betreibt die Zeitung den Video-Kanal O'play auf dem Sozialen Netzwerk Facebook.

## Geschichte
L'Opinion wurde am 15. Mai 2013 von dem französischen Journalisten und Medien-Manager Nicolas Beytout gegründet, der vorher Chefredakteur von Le Figaro und Les Échos war. Es war die erste Neugründung einer Zeitung in Frankreich seit InfoMatin, die von 1994 bis 1996 erschienen war.
Das Blatt beschreibt seine inhaltliche Ausrichtung selbst als „liberal, wirtschaftsfreundlich, europäisch“ (französisch: libérale, pro-business, européenne). Die Zeitung, die mit einem Umfang von acht bis zwölf gesetzten Seiten im Berliner Format erscheint, bringt vor allem ausführliche Hintergrund-Beiträge und Kommentare, die das politische und das wirtschaftliche Geschehen aus französischer Sicht einordnen. Weitere Ressorts oder Reportagen gibt es nicht. Zielgruppe des Blattes sind nach der Einschätzung der Neuen Zürcher Zeitung „Unternehmer, höhere Kader, mittlere Angestellte, Handwerker und Händler“, die zu den französischen Konservativen in der Tradition des früheren Staatspräsidenten Sarkozy zählen, zu dessen Freundeskreis auch Beytout gehört. Vorbild war Politico, 2007 von ehemaligen Journalisten der Washington Post gegründet.
Die Geldgeber des Projekts waren von Anfang an unklar. Träger ist die Holding Bey Medias, deren Hauptgesellschafter Beytout ist. Rechtsform ist eine Aktiengesellschaft französischen Rechts mit einem Startkapital von 10 bis 15 Millionen Euro, das von fünfzehn Investoren stammen soll, darunter Bernard Arnault von dem Luxusgüterkonzern LVMH Moët Hennessy – Louis Vuitton. Am 23. November 2018 beschloss man eine Kapitalerhöhung um 10 Millionen Euro. Im Januar 2019 kamen Nachforschungen des investigativen Medienportals Mediapart zu dem Ergebnis, der US-amerikanische Milliardär Kenneth Fisher habe 2,5 Millionen Euro in die Zeitung investiert. Außerdem seien die Familien Bettencourt (L’Oréal), Houzé/Moulin (Galeries Lafayette), Descours (Piper-Heidsieck), Savare (Oberthur Technologies), Bich (BIC Group) sowie weitere an dem Unternehmen beteiligt.
Bei der Markteinführung war eine gedruckte Auflage von 50.000 Exemplaren ins Auge gefasst worden. Überprüfbare Angaben hierzu waren Mitte 2019 nicht verfügbar. Die Bundeszentrale für politische Bildung spricht von einer Auflage von 37.000 Exemplaren im Jahr 2014. Die Alliance pour les Chiffres de la Presse et des Médias wies nur für die Website lopinion.fr zwei Millionen Besucher im Monat April 2019 aus.